# Nikola Maraš
Nikola Maraš (en alfabet ciríl·lic serbi: Никола Мараш,sh; nascut el 19 de desembre de 1995) és un futbolista professional serbi que juga com a central al Deportivo Alavés.

## Carrera de club

### Rad
El 26 de maig de 2013, Maraš va debutar com a sènior amb el Rad, entrant com a substitut d'Uroš Vitas en una victòria per 3-1 a la lliga a casa contra Radnički Niš. Va marcar el seu primer gol amb el club el 16 d'agost de 2014, donant al seu equip una victòria per 2-1 contra el Borac Čačak també a l'Stadion Kralj Petar I. Durant la SuperLiga Sèrbia 2014-15, Maraš es va consolidar com a membre habitual de la línia defensiva de l'equip, registrant els 90 minuts complets en les seves 23 aparicions. Posteriorment va ser nomenat capità de l'equip, sent titular indiscutible en les dues temporades següents (2015-16 i 2016-17). El 5 d'agost de 2017, Maraš va fer la seva aparició número 100 a la lliga amb Rad en una derrota per 1–2 davant el Mladost Lučani.

### Chaves
El 31 d'agost de 2017, Maraš va ser transferit oficialment al club portuguès GD Chaves amb un contracte de quatre anys.

### Almeria
El 15 d'agost de 2019, Maraš va fitxar pel club espanyol UD Almeria amb un préstec d'un any. El 22 d'agost de l'any següent, després de ser titular habitual, va signar un contracte permanent de quatre anys amb el club.
El 31 d'agost de 2021, Maraš es va traslladar al Rayo Vallecano de la primera divisió cedit per a la temporada 2021-22.

### Alavés
L'11 d'agost de 2022, Maraš es va traslladar al Deportivo Alavés de segona divisió també amb un contracte temporal d'un any. El 26 de juny de 2023, després de l'ascens del club al primer nivell, va signar un contracte indefinit de quatre anys.
L'1 de febrer de 2024, després de no fer cap aparició a la lliga durant la primera meitat de la campanya 2023-24, Maraš va tornar a la segona divisió després de ser cedit al Llevant UE. El 30 d'agost, es va traslladar a l'equip de lliga Sporting de Gijón amb un contracte de cessió d'un any.

## Carrera internacional
El 29 de setembre de 2016, Maraš va jugar els 90 minuts complets de la derrota amistosa de Sèrbia per 0-3 davant Qatar. També va participar en un empat 0-0 contra els Estats Units el 29 de gener de 2017, jugant tot el partit.